# Benjamin Alire Sáenz

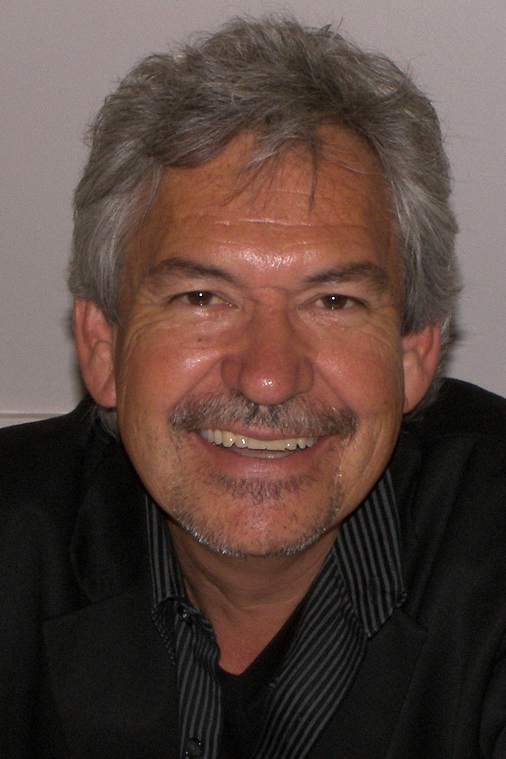
Benjamin Alire Sáenz 2009 auf dem Texas Book Festival

Benjamin Alire Sáenz (* 16. August 1954 in Doña Ana County, New Mexico) ist ein vielfach ausgezeichneter US-amerikanischer Schriftsteller und Lyriker.

## Leben
Benjamin Alire Sáenz wurde in Old Picacho in Doña Ana County geboren und war das vierte von sieben Kindern. Er wuchs auf einem kleinen Bauernhof in der Nähe von Las Cruces auf. Im Herbst 1972 trat er in das St.-Thomas-Seminar in Denver ein, wo er 1977 seinen BA-Abschluss in Geisteswissenschaften und Philosophie erhielt. Von 1977 bis 1981 studierte er Theologie an der Universität Louvain in Leuven. Danach war er für ein paar Jahre als Priester in El Paso tätig.
Ab 1985 studierte er Englisch und Kreatives Schreiben an der Universität von Texas in El Paso, wo er seinen MA-Abschluss in Kreativem Schreiben erwarb. Anschließend verbrachte er ein Jahr an der Universität von Iowa als Doktorand der Amerikanischen Literatur. Ein Jahr später wurde er mit dem Wallace-Stegner-E.-Stipendium der Stanford University ausgezeichnet. Für die nächsten beiden Jahre nahm er am PhD-Programm der Stanford University teil. Während dieser Zeit folgte der erste Gedichtband: Calendar of Dust, für den Benjamin Alire Sáenz 1992 mit dem American Book Award ausgezeichnet wurde. Noch vor seiner Promotion wechselte er zurück an die Universität von Texas in El Paso und lehrte dort im zweisprachigen MFA-Programm. Heute lehrt Sáenz dort Kreatives Schreiben.
Sáenz bekannte sich im Alter von 54 Jahren zu seiner Homosexualität. In einem Interview bestätigte er, dass er lange Zeit Schwierigkeiten hatte, sich mit diesem Thema auseinanderzusetzen, und dass er das Schreiben als Möglichkeit sah, diese zu überwinden.
Im Jahr 2013 gewann Benjamin Alire Sáenz als erster Latino mit Everything begins & ends at the Kentucky Club den renommierten PEN/Faulkner Book Award for Fiction.

## Auszeichnungen
- Wallace Stegner E. Fellowship
- Calendar of Dust, American Book Award 1992
- Lannan Poetry Fellowship 1993
- Carry Me Like Water, Southwest Book Award 1996
- Dark and Perfect Angels, Southwest Book Award 1996
- Grandma Fina and Her Wonderful Umbrellas, Best Children’s Book 2000 (Texas Institute of Letters)
- Sammy and Juliana in Hollywood, Americas Book Award, the Paterson Book Prize, the J Hunt Award, Finalist Los Angeles Book Prize, BBYA Top Ten Books for Young Adults
- He Forgot to Say Goodby, Tomás Rivera Mexican American Children’s Book Award, Southwest Book Award, Chicago Public Library, Best of the Best Books for Teens, New York Public Library Stuff for the Teen 2009, Commended Title, Americas Book Award 2009
- A Perfect Season for Dreaming, Best Children’s Book, Friends of the Austin Public Library 2008 (Texas Institute of Letters), Bank Street Best Children’s Books of the Year 2008, Kirkus Review 2008 Notable Books for Children, Paterson Book Prize [11]
- Everything Begins and Ends at the Kentucky Club, Lambda Literary Award for Gay Fiction 2012 und PEN/Faulkner Award for Fiction 2013
- Aristotle and Dante Discover the Secrets of the Universe, Stonewall Book Award Mike Morgan & Larry Romans Children’s and Young Adult Literature Award 2013; Honor Book, Michael L. Printz Award 2013; Pura Belpré Award 2013

## Bibliografie

### Gedichtbände
- Calendar of Dust, 1991
- Dark and Perfect Angels, 1995
- Elegies in Blue, 2002
- Dreaming the End of War, 2006
- The Book of What Remains, 2010

### Erzählungen
- Flowers for the Broken, 1992
- Alles beginnt und endet im Kentucky Club, dt. von Sabine Hedinger, Ripperger & Kremers, Berlin 2014. ISBN 978-3-943999-15-0. (original: Everything Begins and Ends at the Kentucky Club).

### Romane
- Carry Me Like Water, 1995
- The House of Forgetting, 1997
- En el tiempo de la Luz, 2006
- In Perfect Light, 2008
- Names on a Map, 2008

### Kinder- und Jugendbücher
- A Gift from Papa Diego, 1999
- Grandma Fina and Her Wonderful Umbrellas, 2001
- Sammy and Juliana in Hollywood, 2004
- He Forgot to Say Goodbye, 2008
- A Perfect Season for Dreaming, 2008
- The Dog Who Loved Tortillas, 2009
- Last Night I Sang to the Monster, 2009
- Aristoteles und Dante entdecken die Geheimnisse des Universums, dt. von Brigitte Jakobeit, Thienemann Verlag, Stuttgart 2014. ISBN 978-3-522-20192-6. (original: Aristotle and Dante Discover the Secrets of the Universe).
- Aristoteles und Dante springen in den Strudel des Lebens, dt. von Brigitte Jakobeit, Thienemann Verlag, Stuttgart 2023. ISBN 978-3-522-20282-4. (original: Aristotle and Dante Dive into the Waters of the World).